# 伊林登市鎮

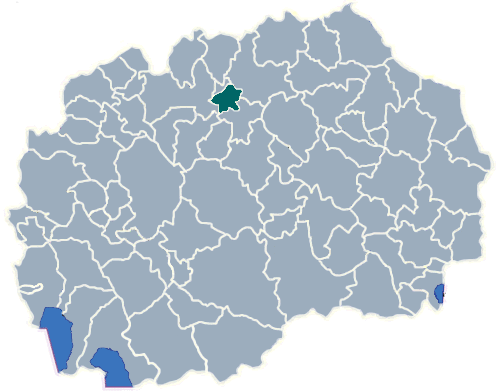
所在位置

伊林登市鎮是北馬其頓的一個市镇，總面積97.02平方公里，2017年人口15,945人。
該市鎮北臨阿拉契诺沃市镇，南接彼得羅韋茨市鎮，西鄰加齊巴巴市鎮，東接库马诺沃市镇。

## 外部連結
- 官方网站